# Netík Venušin vlas
Netík Venušin vlas (Adiantum capillus-veneris), též netík ženský vlas, je kapradina z čeledi křídelnicovité (Pteridaceae).
Je to stálezelená rostlina s plazivým oddenkem a pérovitě členěnými listy tvaru trojúhelníku na černém stonku. Původem je ze subtropických a tropických oblastí, ale rozšířen je takřka kosmopolitně. Většinou roste na vápenatých horninách v blízkosti pramenů. V chladných oblastech může růst kolem termálních pramenů.
Rostliny v jižní a západní Evropě, Africe a Asii mají 60 chromozomů (2n = 60), čili jsou diploidní, severoamerické mají 120 chromozomů (2n = 120), jsou tetraploidní.
V podmínkách střední Evropy se pěstuje ve sklenících, snáší jen slabé mrazy. Jako ohrožený a chráněný druh je uveden v Červené knize Ukrajiny, chráněný je i ve Švýcarsku.